# Acolastus mesopotamicus
Acolastus mesopotamicus is een keversoort uit de familie van de bladkevers (Chrysomelidae). De wetenschappelijke naam van de soort werd in 1996 gepubliceerd door Igor Lopatin.